# Línea 23 (Córdoba)
La Línea 23 es una línea de transporte urbano de pasajeros de la ciudad de Córdoba, Argentina. El servicio está actualmente operado por la empresa TAMSE.
Anteriormente el servicio de la línea 23 era operada desde su inauguración el 1 de marzo de 2014 por la empresa Ciudad de Córdoba, hasta que el 31 de Julio del mismo año, la empresa deja de operar los corredores 2 y 7, y estos pasan a ERSA Urbano, donde esta operó hasta el 1º de marzo de 2024, para luego ser operado a manos el 9 de agosto del mismo año por TAMSE.

## Recorrido
De B° Ampliación San Pablo a B° Los Boulevares.
 Servicio diurno.
IDA: Del Predio de Asociación Japonesa – De Calle Publica 1 – por esta – Celso Barrios – Calle Publica 3 – Agua de Oro – Sampacho – Huerta Grande – Pigué – Matanza – Quilmes – Lujan – Av. Pilar – Tandil – Morón –Tandil – Noroña – Av. Baradero – Merlo – Tandil – Av. Pablo Ricchieri – Av. Concepción Arenal – Av. Hipólito Yrigoyen – Túnel Plaza España – Bv Chacabuco – Bv. Arturo Illia – Bv. San Juan – Mariano Moreno – Rodríguez Peña- – Av. Colón – Av. Santa Fé – Av. Castro Barros – Av. Emilio Caraffa – Progreso – Italia – Julián Paz – Gregorio Carreras – Ricardo Pedroni – Madre Rubatto – Av. Virgen de la Merced – Bv. Los Granaderos – La Ramada – Manuel Cardeñosa – Pedro Feliciano Cavia – Benito Quinquela Martín – Santiago Baravino – Colectora – Martin Galán -Lino Spilimbergo – De los Rusos – Publica hasta La Espera.
REGRESO: De Publica y La Espera – Los Sicilianos por ésta – De Los Rusos – Lino Spilimbergo – Rotonda Ingreso a Barrio Chacras del Norte – Lino Spilimbergo – Azor Grimaut – Colectora – Santiago Baravino- Fray Luis Beltrán – Rotonda Híper Libertad – Manuel Cardeñosa – Rotonda Orfeo Superdomo – Manuel Cardeñosa – La Hierra – Bv. Los Granaderos – Av. Virgen de la Merced – Padre Luis Galeano – Ciudad de Tampa – Av. Monseñor Pablo Cabrera – Av. Castro Barros – Neuquén – 12 de Octubre – Av. Santa Fe – Av. Colon – Av. Gral. Paz – Av. Vélez Sarsﬁeld – Av. Hipólito Yrigoyen – Plaza España – Av. Hipólito Yrigoyen – Av. Concepción Arenal – Av. Pablo Ricchieri – Gdor. Justiniano Posse – Abreu De Figueroa – Tandil – Necochea – Av. Baradero – Morón – Tapalque – Lujan – Quilmes – Matanza – Pigué – Agua de Oro – Calle Publica 3 – Celso Barrios – Calle Publica 1– Predio Asociación Japonesa.